# Legatura di frase

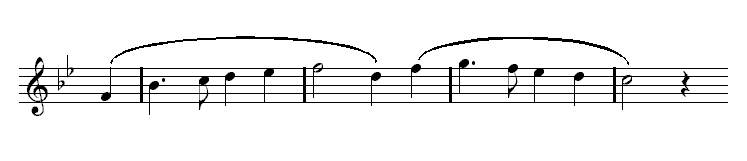
Esempio di legatura su due frasi musicali.

Nella notazione musicale, la legatura di frase (o di espressione) è una linea curva posta sopra o sotto una serie di note di differente altezza e serve ad indicare i confini di una frase (o semifrase, o inciso) musicale, in modo che il musicista possa dare la giusta direzione e inflessione al discorso musicale. Talvolta viene confusa con la legatura di portamento, che rientra invece fra i segni di articolazione.